# Commonwealth Games 1998/Badminton (Damenmannschaft)
Folgend die Ergebnisse und Platzierungen bei den Commonwealth Games 1998 der Damenmannschaften im Badminton.

## Vorrunde

### Gruppe C
- Kanada –  Samoa: 5-0
- Australien –  Samoa: 5-0
- Kanada –  Jersey: 4-1
- Australien –  Kanada: 3-2

### Gruppe D
- England –  Fidschi: 5-0
- Südafrika –  Jamaika: 3-2

## Ergebnisse
| Mannschaft 1 | Mannschaft 2 | Ergebnis |
| ------------ | ------------ | -------- |
| England      | Australien   | 5-0      |
| Malaysia     | Indien       | 3-2      |
| England      | Malaysia     | 3-2      |
| Indien       | Australien   | 4-1      |
| England      | Indien       | 2-3      |
| Malaysia     | Australien   | 5-0      |

## Medaillengewinner
| Pos | Team       | P | W | L |
| --- | ---------- | - | - | - |
| 1   | England    | 3 | 2 | 1 |
| 2   | Malaysia   | 3 | 2 | 1 |
| 3   | Indien     | 3 | 2 | 1 |
| 3   | Australien | 3 | 0 | 3 |

## Endstand
| Platz  | Name | Land                |
| ------ | --- | ------------------- |
| Gold   | Joanne Davies, Joanne Goode, Tracey Hallam, Donna Kellogg, Julia Mann, Rebecca Pantaney, Sara Sankey                 | England             |
| Silber | Norhasikin Amin, Chor Hooi Yee, Law Pei Pei, Lim Pek Siah, Ng Mee Fen, Joanne Quay, Woon Sze Mei                     | Malaysia            |
| Bronze | Rhonda Cator, Amanda Hardy, Rayoni Head, Sarah Hicks, Kellie Lucas, Michaela Smith, Kate Wilson-Smith                | Australien          |
| Bronze | Madhumita Bisht, Deepthi Chapala, Neelima Chowdary, Archana Deodhar, Manjusha Kanwar, P. V. V. Lakshmi, Aparna Popat | Indien              |
| 5      | Amanda Carter, Li Feng, Nicole Gordon, Rebecca Gordon, Rhona Robertson, Sheree Jefferson, Tammy Jenkins              | Neuseeland          |
| 5      | Lina Fourie, Meagan Heale, Michelle Edwards, Monique Ric-Hansen                                                      | Südafrika           |
| 5      | Alexis Blanchflower, Anne Gibson, Elinor Middlemiss, Fiona Sneddon, Gillian Martin, Kirsteen McEwan, Sandra Watt     | Schottland          |
| 5      | Charmaine Reid, Cindy Arthur, Denyse Julien, Jody Patrick, Milaine Cloutier, Robbyn Hermitage                        | Kanada              |
| 9      | Alya Lewis, Nigella Saunders, Shackerah Cupidon, Terry Leyow                                                         | Jamaika             |
| 9      | Pameesha Dishanthi, Dilhani de Silva, Inoka Rohini de Silva, Chandrika de Silva                                      | Sri Lanka           |
| 9      | Danielle Le Feuvre, Elizabeth Cann, Lucy Burns, Solenn Pasturel                                                      | Jersey              |
| 9      | Amrita Sawaram, Anusha Dajee, Marie-Josephe Jean-Pierre, Vandanah Seesurun                                           | Mauritius           |
| 13     | Gail Osborne, Katy Howell, Kelly Morgan, Natasha Groves-Burke, Robyn Ashworth                                        | Wales               |
| 13     | A'E Wilson, Mara Faletoese, Nellie Gordon, Phyllis Gordon                                                            | Samoa               |
| 13     | Beverly Tang Choon, Jenelle Cudjoe, Sabrina Cassie, Zeudi Mack                                                       | Trinidad und Tobago |
| 13     | Felicitas Matlane Cheer, Geraldine Agnes Yee, Kam Boi Joe, Karyn Whiteside, Liakimoui Mapa                           | Fidschi             |